# غلوجة مالالار (غويجة بل)
غلوجة مالالار (بالفارسية: گلوجه مالالار) هي منطقة سكنية تقع في إيران في قسم غويجة بل الریفي.